# Felip de França i de Savoia
Felip de França i de Savoia (1116 - París 1131), príncep de França.

## Orígens familiars
Fill primogènit del segon matrimoni entre el rei Lluís VI de França i la seva esposa Adelaida de Savoia, nasqué a la cort francesa el 29 d'agost de 1116. Per línia paterna era net de Felip I de França i Anna de Kíev, i per línia materna d'Humbert II de Savoia i Gisela de Borgonya.

## Hereu de la corona
El 1129 fou associat al seu pare a les tasques de govern, per la qual cosa es convertí en hereu legal de la corona, i fou coronat aquell mateix any a París.
Mentre es trobava muntant a cavall pels carrers de París el 13 d'octubre de 1131 patí una caiguda i morí a conseqüència de les ferides.
El seu germà petit, Lluís VII de França, fou coronat aquell mateix any rei i successor del seu pare.